# بدیع سیستانی
بدیع سیستانی با نام کامل بدیع الدین ترکو سیستانی از شعرای مشهور قرن ششم ه.ق.بود که در سخن سرایی نادر وصحبتش مطبوع بود.
هنگامی که یکی از عرفا را اسب بر زمین انداخت این دو بیتی را گفت:
آن اسپ ترا عظیم شیرین انداخت
انصاف بده کز در تحسین انداخت
در ره گذر تونیز گفتاری بود
اسپ چو بدان رسید سرگین انداخت